# HD156049
HD156049 — хімічно пекулярна зоря спектрального класу B9, що має видиму зоряну величину в смузі V приблизно  8,2.
Вона  розташована на відстані близько 654,9 світлових років від Сонця.

## Фізичні характеристики
Телескоп Гіппаркос зареєстрував фотометричну змінність  даної зорі з періодом    1,80 доби в межах від  Hmin= 8,32 до  Hmax= 8,21.

## Пекулярний хімічний склад
Зоряна атмосфера HD156049 має підвищений вміст 
Cr
.